# Кіферсфельден
Кіферсфельден (нім. Kiefersfelden) — громада в Німеччині, розташована в землі Баварія. Підпорядковується адміністративному округу Верхня Баварія. Входить до складу району Розенгайм.
Площа — 36,72 км2. Населення становить 6822 ос. (станом на 31 грудня 2020).